# Steven Halpern
Steven Halpern (New York, 1947) è un compositore statunitense, considerato uno dei pionieri del genere musicale new age.

## Biografia
Nato a New York nel 1947, Halpern iniziò la sua carriera negli anni sessanta suonando free jazz nella città natale. Trasferitosi in California, Halpern iniziò, durante la seconda metà del decennio, a comporre musica finalizzata al rilassamento da lui definita 
anti-frantic alternative music. Tale stilema, eseguito con il pianoforte elettrico, non aveva nessuna correlazione con la musica tonalità di stampo occidentale ma era statico, ispirato al minimalismo e ispirato alla musica orientale.
Il suo primo album Spectrum Suite del 1976 è considerato uno dei primissimi esempi della new age, nonché una pietra miliare dello stile. Le sue numerose uscite vennero pubblicate, dalla sua etichetta Halpern Sounds e la Gramavision, dalla quale venne scritturato nel 1985.
Nel 2013, il suo Deep Alpha venne nominato ai Grammy Award al migliore album new age. L'artista ha venduto più di sei milioni di copie dei suoi album.

## Discografia

### Album in studio
- 1976 - Spectrum Suite
- 1977 - I
- 1978 - Peruvian Whistling Vessels
- 1978 - Ancient Echoes (con Georgia Kelly)
- 1978 - Eastern Peace
- 1978 - Starborn Suite
- 1979 - Hear to Eternity
- 1980 - Comfort Zone
- 1980 - Prelude
- 1981 - Rings of Saturn
- 1981 - Dawn
- 1981 - Eventide
- 1982 - Corridors of Time
- 1983 - Recollections (con Daniel Kobialka)
- 1984 - Connections (con Paul Horn)
- 1984 - Natural Light
- 1984 - Soft Focus
- 1985 - Threshold
- 1986 – Shared Visions
- 1986 – Lifetide
- 1987 - Among Friends
- 1988 - Crystal Suite
- 1988 - Radiance
- 1989 - Gaia's Groove
- 1990 - Islands in Time
- 1991 - Effortless Relaxation
- 1991 - Enhancing Self-Esteem
- 1991 - Radiant Health and Well-Being
- 1991 - Higher Ground
- 1991 - Nurturing Your Inner Child
- 1991 - Radiant Health and Well-Being
- 1993 - Enhancing Sensual Pleasure
- 1994 - Art of Sexual Ecstasy
- 1994 - Letting Go of Stress
- 1994 - Overcoming Substance Abuse
- 1994 - Recovering from Co-Dependency
- 1994 - Safe Driving
- 1994 - Starting the Day
- 1994 - Enhancing Massage
- 1994 - Enhancing Success
- 1994 - Inner Peace
- 1994 - Lullabies for Your Inner Child
- 1994 - Lullaby Suite
- 1994 - Self-Healing
- 1994 - Sleep Soundly
- 1994 - Gifts of the Angels
- 1995 - Trance-Zendance: Ambient Entracement
- 1996 - Accelerating Learning
- 1996 - Enhancing Creativity
- 1996 - Music for Your PC
- 1996 - Afro-Desia
- 1996 - In the Key of Healing
- 1996 - Relaxation Spontanee
- 1997 - Attracting Prosperity
- 1997 - Music for Lovers
- 1997 - Stop Smoking
- 1997 - Workstation Wellness
- 1997 - Achieving Your Ideal Weight
- 1998 - The Sacred Chorde (con Fabien Maman)
- 1998 - Prophecies
- 1999 - Music for Accelerated Learning
- 1999 - Music for Sound Healing
- 1999 - Serenity Suite:Music & Nature
- 1999 - Divine Intervention
- 1999 - Sound Chi
- 2000 - Deja-Blues
- 2000 - Chants to Awaken the Buddhist Heart
- 2001 - Cruise Control
- 2001 - Chakra Suite
- 2002 - Transitions
- 2002 - Music for Massage
- 2002 - Perfect Alignment
- 2002 - Sound Medicine: Music for Healing
- 2002 - Into the Moment (con Master Charles Cannon)
- 2003 - Crystal Bowl Healing
- 2003 - Ocean Suite
- 2004 - Healing Songs of Earth & Sky
- 2005 - Tonal Alchemy
- 2006 - Music for Healing & Unwinding
- 2006 - Lake Suite
- 2006 - Music for Babies
- 2007 - Initiation Inside the Great Pyramid
- 2007 - Music for Lovers, Vol. 2
- 2007 - In the Om Zone
- 2007 - Drum Spirit
- 2007 - Peace of Mind
- 2009 - Relaxation Suite
- 2014 - Ambient Alchemy (con Michael Diamond)

## Opere
- Tuning the Human Instrument, 1978
- Sound Health, 1985